# Copeland
Copeland este un district ne-metropolitan situat în Regatul Unit, în comitatul Cumbria din regiunea North West, Anglia.

## Orașe din cadrul districtului
- Cleator Moor
- Egremont
- Whitehaven